# Simon von Geldern

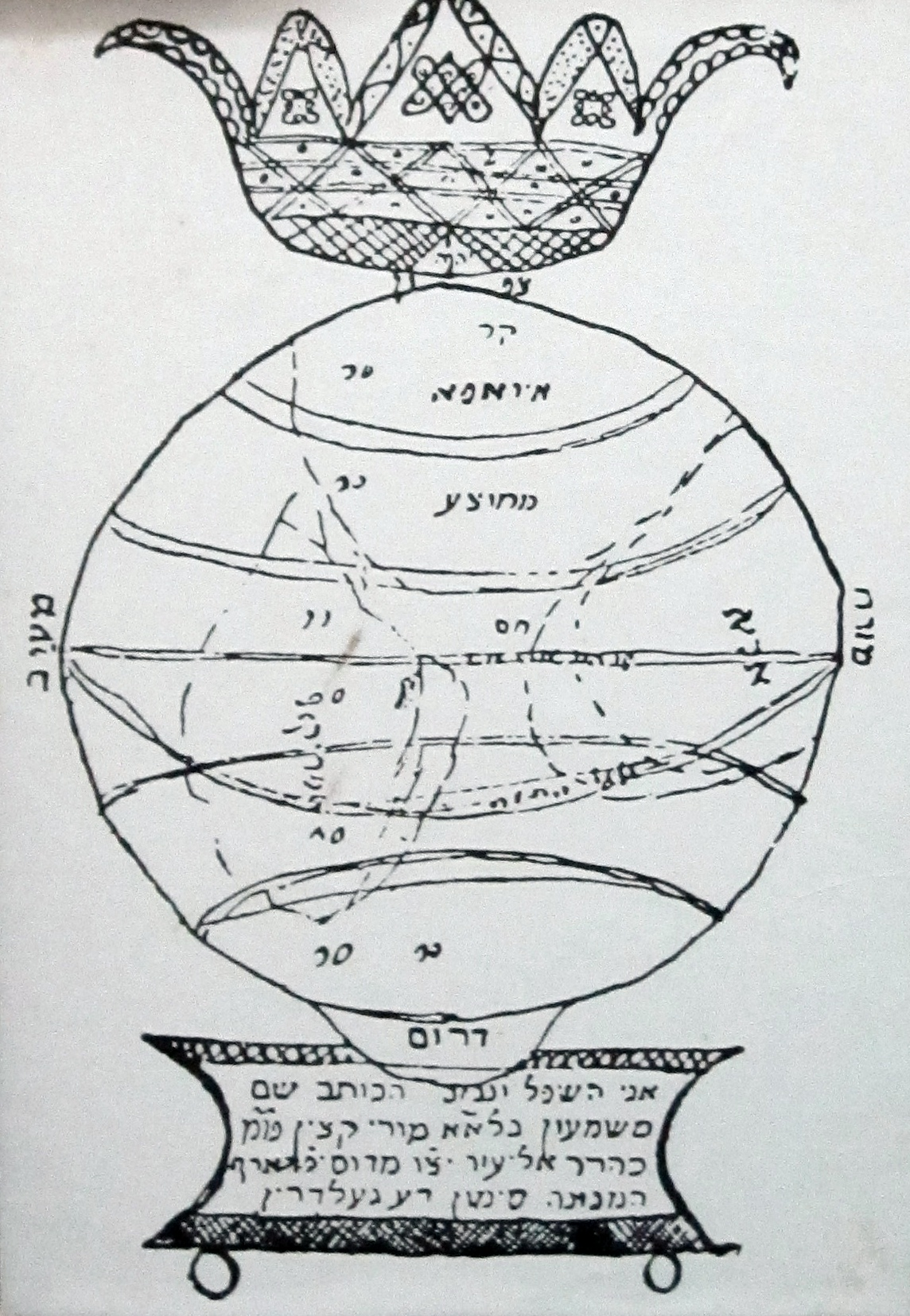
Desenho do globo do diário de Von Geldern

Simon von Geldern (1720 - 1774) foi um viajante e autor alemão.
Ele era o tio-avô de Heinrich Heine, que o descreve em suas "Memórias" como um aventureiro e sonhador utópico . O cognomen "Oriental" foi dado a ele por causa de suas longas jornadas nos países orientais. Ele passou muitos anos nas cidades marítimas do norte da África e nos estados marroquinos, aprendendo ali o comércio de armeiros, que continuou com sucesso.
Von Geldern fez uma peregrinação a Jerusalém e, durante um êxtase de oração, enquanto estava no Monte Moriah, ele teve uma visão. Posteriormente, ele foi escolhido por uma tribo independente de beduínos em um dos oásis do deserto norte-africano como líder ou xeque, e assim se tornou o capitão de um bando de saqueadores. Em seguida, ele visitou os tribunais europeus e, posteriormente, refugiou-se na Inglaterra para escapar das conseqüências da descoberta de suas relações galantes demais com uma dama de nascimento. Ele fingiu ter um conhecimento secreto da cabala e publicou um panfleto em verso francês intitulado Moïse sur Mont Horeb, provavelmente com referência à visão acima mencionada.